# Тайванська асоціація гендерних/сексуальних прав

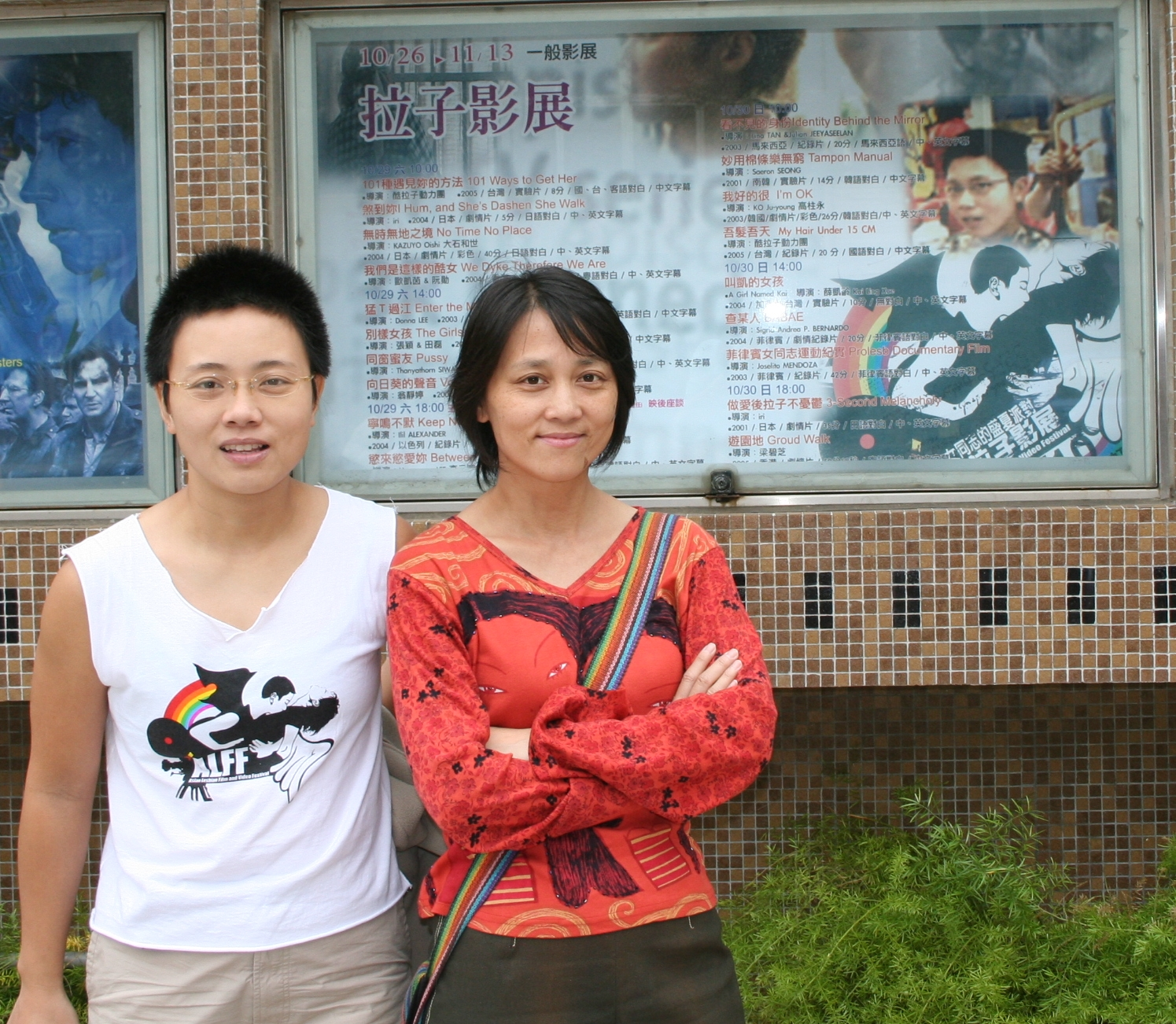
Чень Юй-Жун і Ван Пін з Асоціації кінофестивалю

Тайванська асоціація гендерних/сексуальних прав (англ. Gender/Sexuality Rights Association Taiwan; кит.: 台灣性別人權協會) — організація, метою якої є просування прав сексуальних меншин в аспектах сім'ї, освіти, політики, економіки та права. Була заснована в травні 1999 року на Тайвані.
Асоціація протестує проти «заходів, що регулюють рейтингові системи публікацій і попередньо записаних відеопрограм» на Тайвані, підтримала гей-книгарню «Gin Gin's», коли її критикували в «порушеннях моралі», і представляла у серпні 2005 року фестиваль азійського лесбійського кіно та відео.
У 2004 році асоціація отримала нагороду Феліпа де Соуза від Міжнародної комісії з прав геїв і лесбійок (IGLHRC).